# 愛媛青年師範学校
| 愛媛青年師範学校 （愛媛青師） | 愛媛青年師範学校 （愛媛青師） |
| ----------------------------- | ----------------------------- |
| 創立                          | 1944年                        |
| 所在地                        | 愛媛県松山市                  |
| 初代校長                      | 杉尾正知                      |
| 廃止                          | 1951年                        |
| 後身校                        | 愛媛大学                      |
| 同窓会                        | 愛媛大学 教育学部同窓会       |

愛媛青年師範学校 （えひめせいねんしはんがっこう） は、1944年（昭和19年）に設立された青年師範学校。

## 概要
- 1927年 （昭和2年） 設立の愛媛県実業補習学校教員養成所を起源とする。
- 1944年、愛媛県立青年学校教員養成所 （1935年設立）・愛媛県立女子青年学校教員養成所 （1941年設立） の国への移管により愛媛青年師範学校となった。
- 第二次世界大戦後の学制改革により、新制愛媛大学教育学部の母体の一つとなった。

## 沿革

### 前身諸校の時代
- 1927年3月19日： 愛媛県実業補習学校教員養成所設立認可 （文部省告示第124号）。
- 1927年4月26日： 第1回入学。
  - 修業年限2年。入学資格： 師範学校卒業者・5年制以上の農学校卒業者。隔年募集。
  - 松山市持田町 （現・松山東警察署付近） の松山農業学校に併設。
- 1929年5月： 農業学校と共に温泉郡桑原村に移転 （現・愛媛大学樽味キャンパス）。
- 1935年3月26日： 愛媛県立青年学校教員養成所と改称 （文部省告示第98号）。
  - 松山市御幸町 （現・御幸2丁目） の旧御幸尋常高等小学校跡に移転。
- 1938年11月4日： 臨時養成科 （1年制） を設置。
  - 1942年6月、講習科と改称。
- 1939年2月： 宇和島市に愛媛県立青年学校水産教員養成所を設置 （2年制）。
  - 1941年3月31日、愛媛県立青年学校教員養成所に併合。
- 1941年3月31日： 愛媛県立女子青年学校教員養成所設置 （文部省告示第519号）。
  - 松山市三津の愛媛県女子師範学校に併設。

### 愛媛青年師範学校時代
- 1944年4月1日： 県立青年学校教員養成所 （男子・女子の両校） を統合・官立移管し、愛媛青年師範学校設置。
  - 旧・県立青年学校教員養成所に男子部、旧・県立女子青年学校教員養成所に女子部を設置。
  - 男子部・女子部ともに、本科 （3年制）・予科 （2年制） を設置。
- 1944年10月： 女子部が御幸町に移転。
- 1946年2月： 予科を 3年制に延長。
- 1949年5月31日： 新制愛媛大学発足。
  - 愛媛師範学校と共に教育学部の母体として包括された。
- 1951年3月： 旧制愛媛青年師範学校、廃止。

## 歴代校長
愛媛県実業補習学校教員養成所
- 所長： 大久保敬 （1927年4月 - 1931年3月）
- 所長： 国松斗升 （1931年3月 - 1935年3月）

愛媛県立青年学校教員養成所
- 所長： 猪股博 （1935年3月 - 1937年9月）
- 所長： 田中円三郎 （1937年9月 - 1940年8月）
- 所長： 杉尾正知 （1940年8月 - 1944年3月）

官立愛媛青年師範学校
- 校長： 杉尾正知 （1944年4月 - 1945年8月）
- 校長： 苅谷建男 （1945年8月 - 1947年8月）
- 校長： 池野勇一 （1947年8月 - 1949年5月）
- 校長： 井上宮久 （1949年5月 - 1951年3月）
  - 新制愛媛大学教育学部 初代学部長

## 校地の変遷と継承
男子部は前身の愛媛県立青年学校教員養成所から引き継いだ松山市御幸町 （現・御幸2丁目） の校地を廃止まで使用した。女子部は当初、松山市三津の愛媛師範学校女子部に併設されていたが、1944年10月、御幸校地に移転した。御幸校地は後身の新制愛媛大学に引き継がれ、校舎改造により学生寮 （御幸寮） として使用された。旧御幸校地は、現在も愛媛大学御幸寮 （御幸学生宿舎） として使用され続けている。

## 関連書籍
- 作道好男・作道克彦（編）　『愛媛大学教育学部百年史』　教育文化出版教育科学研究所、1984年1月。